# Deena S. Decker
Deena S. Decker-Walters (1956) es una botánica y profesora estadounidense.

## Algunas publicaciones
- héctor Quemada, laura Strehlow, deena s. Decker-walters, jack e. Staub. 2008. Population size and incidence of virus infection in free-living populations of Cucurbita pepo. Environmental Biosafety Res. 7: 185-196

- sang-min Chunga, deena s. Decker-waltersb, jack e. Staub. 2006. Cultivar-To-Wild Population Introgression in Cucurbita pepo subsp. ovifera. J. of New Seeds 8 (1): 1-18

- deena s. Decker. 1988. Origin(s), Evolution, and Systematics of Cucurbita pepo (Cucurbitaceae). Economic Botany 42: 4–15

- k.j. Kirkpatrick, deena s. Decker, hugh d. Wilson. 1985. Allozyme Differentiation in the Cucurbita pepo Complex: C. pepo var. medullosa vs. C. texana. Economic Botany 39: 289-299
- La abreviatura «D.S.Decker» se emplea para indicar a Deena S. Decker como autoridad en la descripción y clasificación científica de los vegetales.[1]